# Luisa Maria Amalia di Borbone-Due Sicilie
Luisa Maria Amalia di Borbone-Due Sicilie (Napoli, 27 luglio 1773 – Vienna, 19 settembre 1802) nata principessa di Napoli e di Sicilia, fu moglie del terzo granduca di Toscana della dinastia lorenese.

## Biografia

### Infanzia

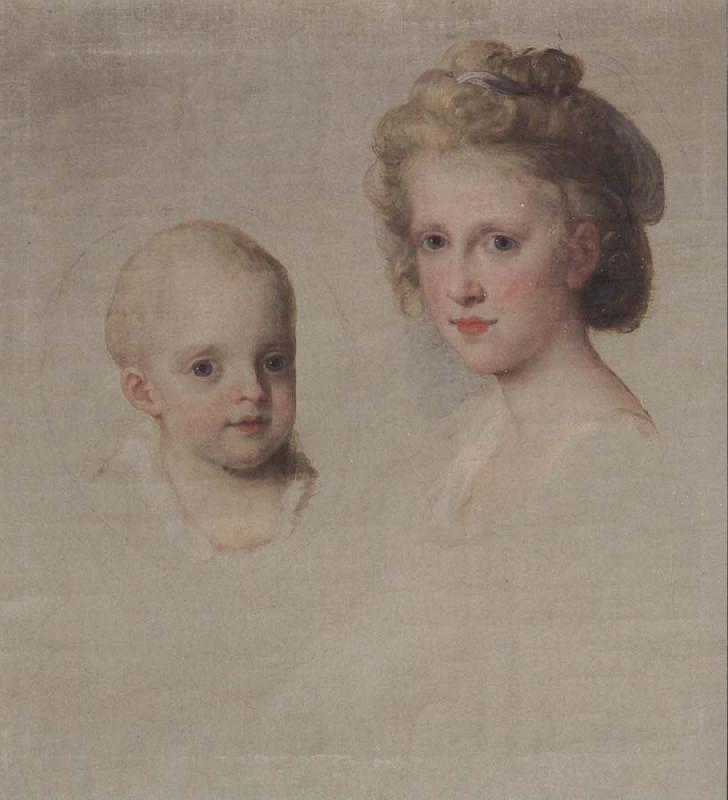
Luisa Maria Amalia ritratta in tenera età con la sorella Maria Amalia da Angelica Kauffman nel 1782

Nacque nel Palazzo reale di Napoli. Era una dei diciotto figli, di cui solo sette raggiunsero l'età adulta, del futuro re Ferdinando I delle Due Sicilie e di sua moglie l'arciduchessa Maria Carolina d'Asburgo-Lorena; i nonni paterni erano Carlo III di Spagna e sua moglie, la principessa Maria Amalia di Sassonia, mentre quelli materni erano Francesco I di Lorena e Maria Teresa d'Austria.
I suoi padrini erano Ferdinando I di Parma, Luigi XVI di Francia. Le sue madrine erano le sorelle della madre, Maria Antonietta d'Asburgo-Lorena e Maria Amalia d'Asburgo-Lorena.
Luisa Maria Amalia non era bella, e quando Elisabeth Vigée-Le Brun visitò Napoli, realizzò i ritratti della famiglia reale, e affermò più tardi:"La principessa Luisa Maria era estremamente brutta, e avrei volentieri fatto a meno di finire il suo ritratto, ma alla fine modificai alcuni tratti della principessa in modo da renderla almeno presentabile".

### Matrimonio

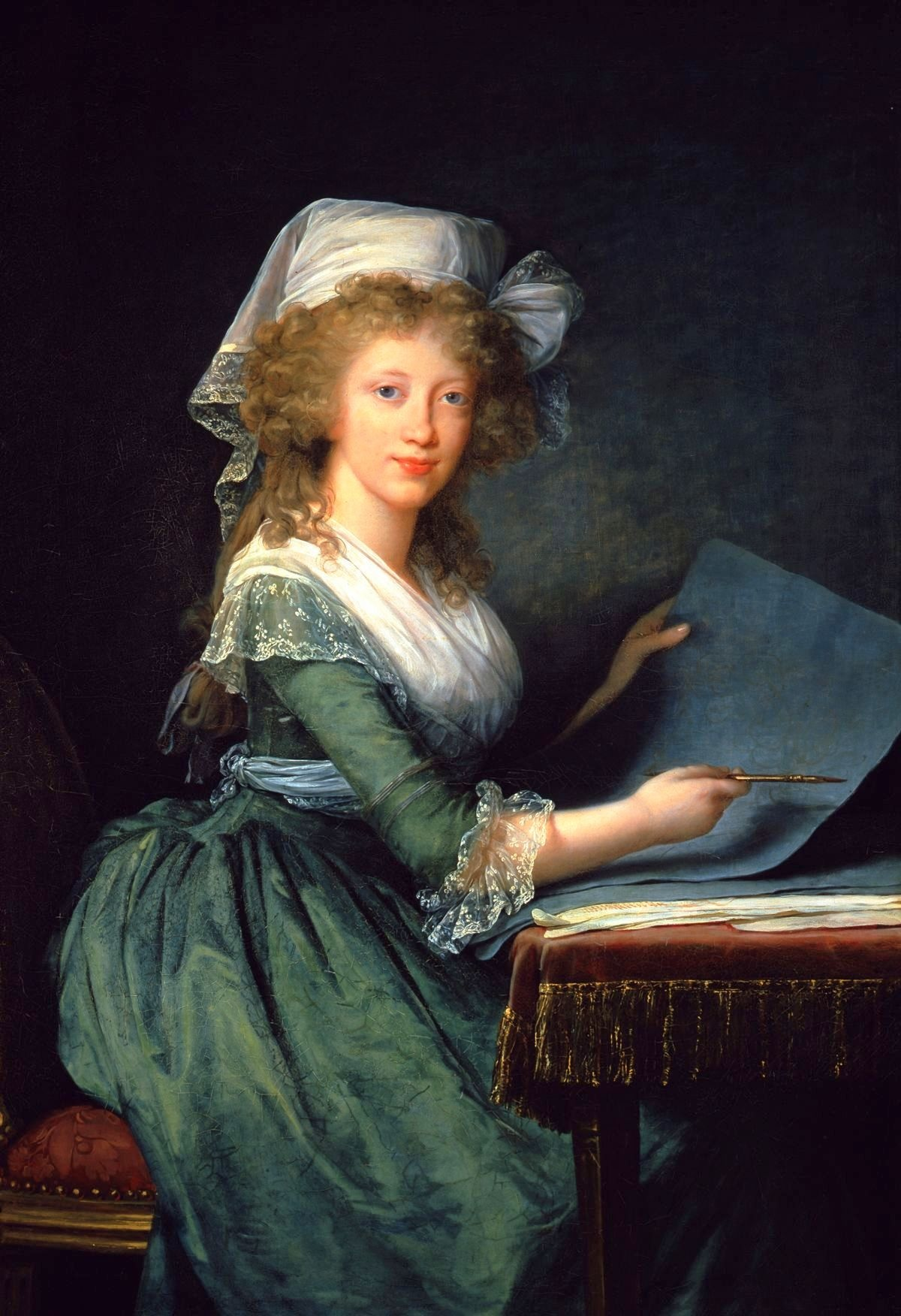
Luisa Maria Amalia, granduchessa di Toscana, ritratta da Elisabeth Vigée-Le Brun nel 1790, i cui tratti sono stati "leggermente modificati".

Il 15 agosto 1790 sposò a Napoli il suo due volte primo cugino, l'arciduca Ferdinando d'Asburgo-Lorena, granduca di Toscana; la madre di Luisa Maria Amalia era sorella del padre dello sposo, mentre il padre di lei era fratello della madre di Ferdinando.
Leopoldo, in procinto di lasciare la Toscana per assumere lo scettro imperiale, desiderava che Ferdinando salisse al trono granducale ammogliato. Al riguardo decise di rivolgersi alla sorella Maria Carolina, regina di Napoli, che accordò la mano della sua primogenita Maria Teresa. Sennonché la situazione mutò rapidamente, a causa della prematura scomparsa di Elisabetta di Württemberg, prima moglie dell'arciduca Francesco, fratello maggiore di Ferdinando e destinato a succedere al padre sul soglio imperiale. Al fine di lenire il dolore del figlio, che aveva amato sinceramente la moglie, Leopoldo si rivolse nuovamente alla corte napoletana, affinché la secondogenita Luisa Maria Amalia venisse data in moglie al cugino vedovo. I Borbone di Napoli erano tuttavia inquieti a causa della scelta, venuta a cadere su Luisa che, a detta di tutti era "un po'  difettosa della persona, benché graziosissima come la sorella maggiore". Maria Carolina nell'inviare, come dovuto, i ritratti in miniatura richiesti dalle corti dell'epoca per conoscere le sembianze delle future spose, fece in modo che a Francesco venisse consegnato il ritratto di Maria Teresa, ed a Ferdinando quello di Luisa Amalia. Nel compiere tal gesto, Maria Carolina affermò che "la corona d'Imperatrice esige maggiori riguardi, mentre per una Granduchessa, anche se con qualche difetto era più che sufficiente". Luisa venne quindi destinata a sposare Ferdinando. Lo stratagemma adottato dalla corte di Napoli, quando venne reso noto, suscitò infiniti commenti e battute di spirito nei circoli e nelle corti di tutta Europa, e lo stesso Leopoldo ne rise di cuore, al punto da scrivere alla sorella che ella poteva rallegrarsi poiché tutto era andato secondo i suoi desideri.
Le coppia fece il suo ingresso a Firenze, capitale del Granducato di Toscana, che suo marito governava sin dal principio del 1790, l'8 aprile 1791, accolta da grandi feste.

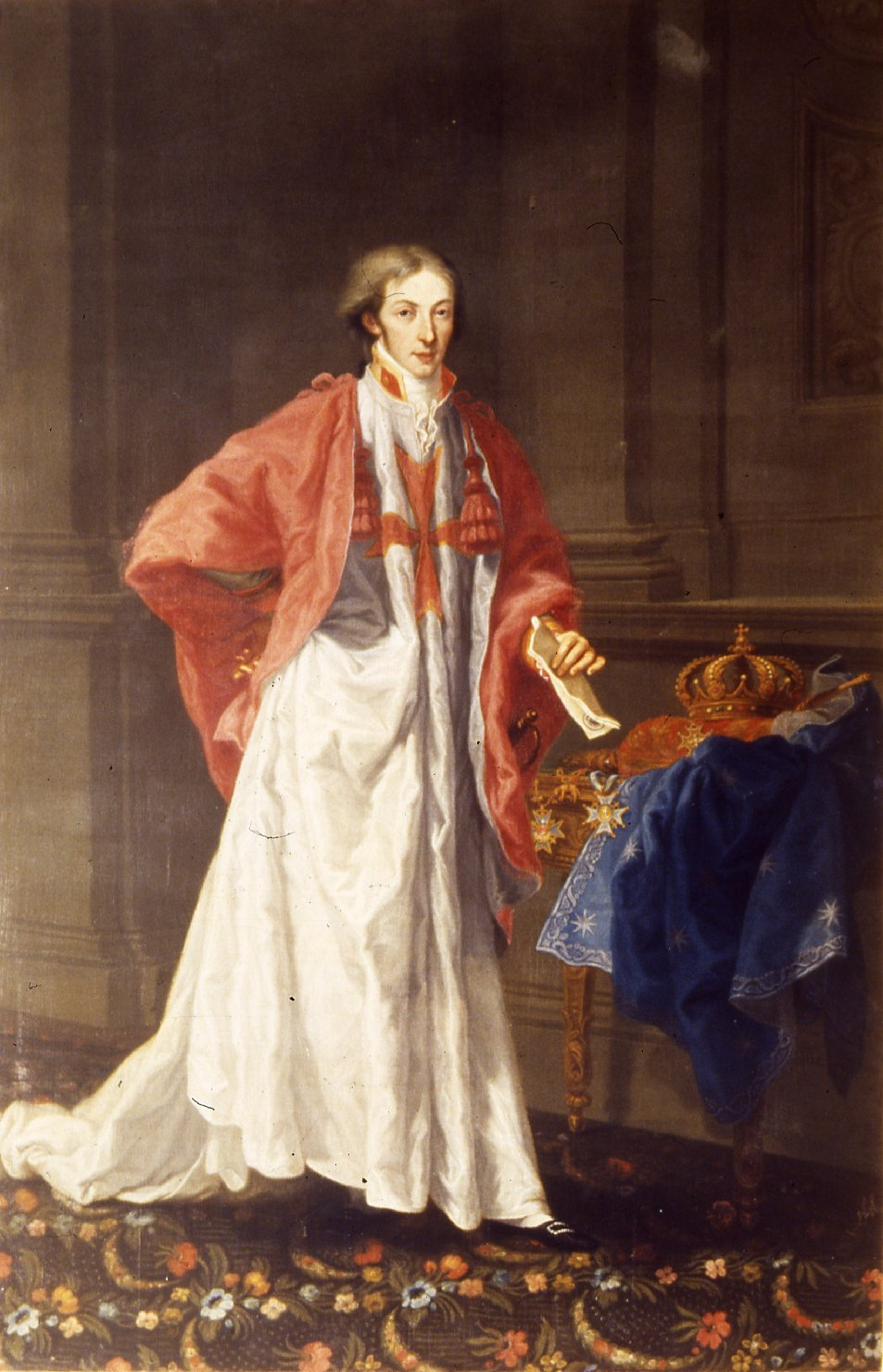
Ritratto di Ferdinando III, granduca di Toscana di Giovanni Battista Tempesti, 1799, Museo nazionale di Palazzo Reale, Pisa

Ferdinando III regnò in Toscana fino al 1801, quando, con il trattato di Aranjuez, fu costretto da Napoleone a far posto al Regno di Etruria. Durante questo periodo Luisa Amalia fu dunque Granduchessa consorte. A Palazzo Pitti ella suscitò spiacevoli commenti, a causa della sua scarsa avvenenza, ma vi fu anche chi affermò che ella riusciva a far dimenticare tale sua pecca, grazie alla grande gentilezza che mostrava verso tutti.
La coppia andò in esilio a Vienna, capitale dell'Impero austriaco, governato dal fratello maggiore di Ferdinando, Francesco II d'Asburgo-Lorena; in seguito Ferdinando fu compensato ricevendo delle terre dalla secolarizzazione dell'arcidiocesi di Salisburgo, divenendo Granduca di Salisburgo.

### Morte

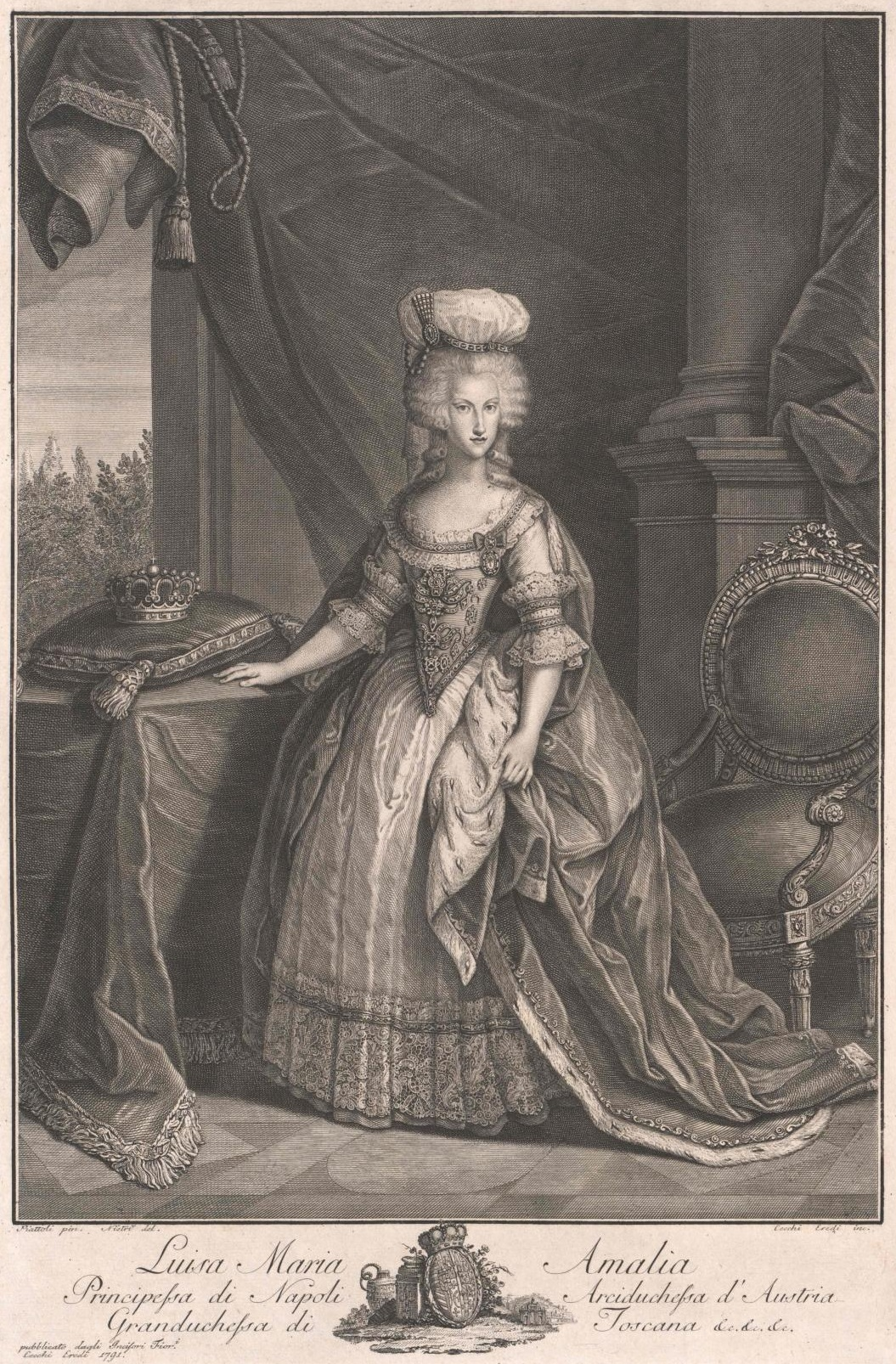
La granduchessa Luisa Maria di Napoli in una stampa del XVIII secolo

Luisa Maria Amalia morì di parto l'anno successivo al palazzo imperiale di Vienna, la Hofburg; la Principessa venne sepolta nella Cripta imperiale dei Cappuccini con il figlio nato morto tra le braccia. Il marito le sopravvisse per ventitré anni; nel 1814 venne rinsediato nel suo titolo toscano, dopo che il titolo era stato detenuto da Elisa Bonaparte; inoltre, il 6 maggio 1821, contrasse nuove nozze, con Maria Ferdinanda di Sassonia, da cui non ebbe figli.

## Discendenza
Luisa e Ferdinando ebbero sei figli:
- Carolina Ferdinanda Teresa di Toscana (1793-1802);
- Francesco Leopoldo (Firenze, 15 dicembre 1794-Vienna, 18 maggio 1800);
- Leopoldo Giovanni di Toscana (1797-1870), granduca di Toscana col nome di Leopoldo II dal 1824 al 1859; sposò in prime nozze Maria Anna Carolina di Sassonia e in seconde nozze sua cugina Maria Antonia di Borbone-Due Sicilie;
- Maria Luisa Giuseppa Giovanna Cristina Rosa di Toscana (1798-1857);
- Maria Teresa di Toscana (1801-1855), sposò nel 1817 Carlo Alberto di Savoia;
- Bambino nato morto (19 settembre 1802).

## Ascendenza
|                                 |                    |                                               | Genitori                                     |  |  | Nonni |  |  | Bisnonni            |  |  | Trisnonni              |  |
|                                 |                    |                                               |                                              |  |  |       |  |  | Filippo V di Spagna |  |  | Luigi, il Gran Delfino |  |
|                                 |                    |                                               |                                              |  |  |       |  |  | Filippo V di Spagna |  |  | Luigi, il Gran Delfino |  |
|                                 |                    | Maria Anna Vittoria di Baviera                |                                              |  |  |       |  |  | Filippo V di Spagna |  |  |                        |  |
| Carlo III di Spagna             |                    |                                               |                                              |  |  |       |  |  | Filippo V di Spagna |  |  |                        |  |
|                                 |                    | Elisabetta Farnese                            | Odoardo II Farnese                           |  |  |       |  |  |                     |  |  |                        |  |
|                                 |                    | Elisabetta Farnese                            | Odoardo II Farnese                           |  |  |       |  |  |                     |  |  |                        |  |
|                                 |                    | Elisabetta Farnese                            | Dorotea Sofia di Neuburg                     |  |  |       |  |  |                     |  |  |                        |  |
| Ferdinando I delle Due Sicilie  |                    | Elisabetta Farnese                            |                                              |  |  |       |  |  |                     |  |  |                        |  |
|                                 |                    | Augusto III di Polonia                        | Augusto II di Polonia                        |  |  |       |  |  |                     |  |  |                        |  |
|                                 |                    | Augusto III di Polonia                        | Augusto II di Polonia                        |  |  |       |  |  |                     |  |  |                        |  |
|                                 |                    | Augusto III di Polonia                        | Cristiana Eberardina di Brandeburgo-Bayreuth |  |  |       |  |  |                     |  |  |                        |  |
| Maria Amalia di Sassonia        |                    | Augusto III di Polonia                        |                                              |  |  |       |  |  |                     |  |  |                        |  |
|                                 |                    | Maria Giuseppa d'Austria                      | Giuseppe I d'Asburgo                         |  |  |       |  |  |                     |  |  |                        |  |
|                                 |                    | Maria Giuseppa d'Austria                      | Giuseppe I d'Asburgo                         |  |  |       |  |  |                     |  |  |                        |  |
|                                 |                    | Maria Giuseppa d'Austria                      | Guglielmina Amalia di Brunswick-Lüneburg     |  |  |       |  |  |                     |  |  |                        |  |
| Luisa di Napoli e Sicilia       |                    | Maria Giuseppa d'Austria                      |                                              |  |  |       |  |  |                     |  |  |                        |  |
|                                 | Leopoldo di Lorena | Carlo V di Lorena                             |                                              |  |  |       |  |  |                     |  |  |                        |  |
|                                 | Leopoldo di Lorena | Carlo V di Lorena                             |                                              |  |  |       |  |  |                     |  |  |                        |  |
|                                 | Leopoldo di Lorena | Eleonora Maria Giuseppina d'Austria           |                                              |  |  |       |  |  |                     |  |  |                        |  |
| Francesco I di Lorena           | Leopoldo di Lorena |                                               |                                              |  |  |       |  |  |                     |  |  |                        |  |
|                                 |                    | Elisabetta Carlotta di Borbone-Orléans        | Filippo I di Borbone-Orléans                 |  |  |       |  |  |                     |  |  |                        |  |
|                                 |                    | Elisabetta Carlotta di Borbone-Orléans        | Filippo I di Borbone-Orléans                 |  |  |       |  |  |                     |  |  |                        |  |
|                                 |                    | Elisabetta Carlotta di Borbone-Orléans        | Elisabetta Carlotta del Palatinato           |  |  |       |  |  |                     |  |  |                        |  |
| Maria Carolina d'Asburgo-Lorena |                    | Elisabetta Carlotta di Borbone-Orléans        |                                              |  |  |       |  |  |                     |  |  |                        |  |
|                                 |                    | Carlo VI d'Asburgo                            | Leopoldo I d'Asburgo                         |  |  |       |  |  |                     |  |  |                        |  |
|                                 |                    | Carlo VI d'Asburgo                            | Leopoldo I d'Asburgo                         |  |  |       |  |  |                     |  |  |                        |  |
|                                 |                    | Carlo VI d'Asburgo                            | Eleonora del Palatinato-Neuburg              |  |  |       |  |  |                     |  |  |                        |  |
| Maria Teresa d'Austria          |                    | Carlo VI d'Asburgo                            |                                              |  |  |       |  |  |                     |  |  |                        |  |
|                                 |                    | Elisabetta Cristina di Brunswick-Wolfenbüttel | Luigi Rodolfo di Brunswick-Lüneburg          |  |  |       |  |  |                     |  |  |                        |  |
|                                 |                    | Elisabetta Cristina di Brunswick-Wolfenbüttel | Luigi Rodolfo di Brunswick-Lüneburg          |  |  |       |  |  |                     |  |  |                        |  |
|                                 |                    | Elisabetta Cristina di Brunswick-Wolfenbüttel | Cristina Luisa di Oettingen-Oettingen        |  |  |       |  |  |                     |  |  |                        |  |
|                                 |                    | Elisabetta Cristina di Brunswick-Wolfenbüttel |                                              |  |  |       |  |  |                     |  |  |                        |  |